# Frauenberg (Frankrijk)

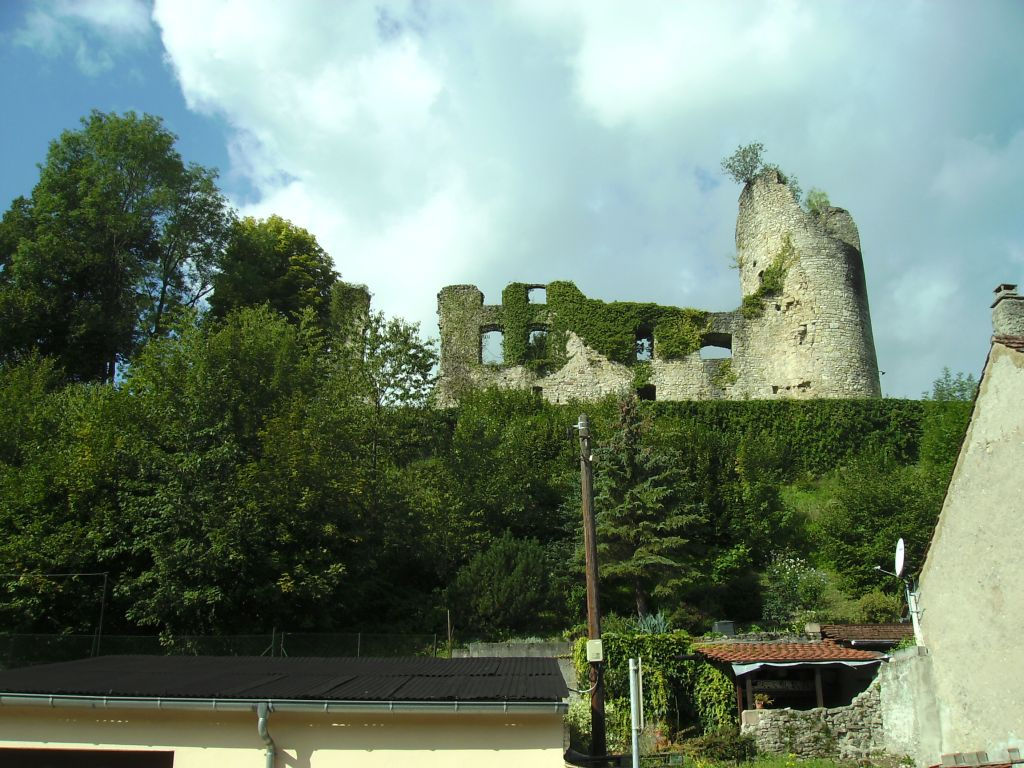
Kasteelruïne

Frauenberg is een gemeente in het Franse departement Moselle in de regio Grand Est en maakt deel uit van het arrondissement Sarreguemines. De gemeente telde 602 inwoners op 1 januari 2022.

## Geschiedenis
De gemeente maakte tot 2015 deel uit van het kanton Sarreguemines-Campagne. Toen het kanton op 22 maart 2015 werd opgeheven werd Frauenberg opgenomen in het kanton Sarreguemines.

## Geografie
De oppervlakte van Frauenberg bedraagt 2,75 vierkante kilometer; Op 1 januari 2022 was de bevolkingsdichtheid 218,9 inwoners per km².
De onderstaande kaart toont de ligging van Frauenberg met de belangrijkste infrastructuur en aangrenzende gemeenten.

## Demografie
Onderstaande figuur toont het verloop van het inwonertal.
Bliesbruck · Blies-Ébersing · Blies-Guersviller · Frauenberg · Grosbliederstroff · Hambach · Hundling · Ippling · Kalhausen · Lixing-lès-Rouhling · Neufgrange · Rémelfing · Rouhling · Sarreguemines · Sarreinsming · Wiesviller · Willerwald · Wittring · Wœlfling-lès-Sarreguemines · Zetting